# Kotoshtraditie
De Kotoshtraditie (Engels: Kotosh Religious Tradition) is een term die door archeologen wordt gebruikt om te verwijzen naar de rituele gebouwen die tussen circa 3000 en 1800 v.Chr., tijdens de voorkeramische periode van de Andes, deel van de laat-archaïsche periode in de geschiedenis van Peru, over een groot gebied gebouwd werden. 
Archeologen hebben een aantal van deze rituele centra geïdentificeerd en opgegraven. Het eerste dat werd ontdekt was in Kotosh, maar sindsdien zijn meer voorbeelden gevonden in o.a. Shillacoto, Wairajirca, Huaricoto, La Galgada en Piruru. Deze sites bevinden zich allemaal in hooglandzones die lager zijn dan de Altiplano. Ondanks de aanzienlijke afstanden tussen hen lijken al deze gevallen van openbare architectuur opmerkelijk veel op elkaar. 
De Kotoshtraditie vertoont talrijke verbanden met de Chavíncultuur die later op de meeste van deze locaties naar voren kwam.

## Kotosh
De typesite van de Kotoshtraditie is te vinden in Kotosh, ongeveer 5 kilometer van de moderne stad Huánuco in Peru.  Gelegen aan de oostkant van de Andes, geografisch bekend als de Ceja de Montaña.  Zittend op een van de lagere terrassen van dit bergachtige gebied, werd het gebouwd langs de rechteroever van de Higueras.  Door lokale Quechua-sprekers werd de plaats "Kotosh" genoemd,  wat "hoop stenen" betekent, verwijzend naar de twee steenheuvels op de locatie.

### Archeologisch onderzoek
De eerste archeoloog die de plek in Kotosh onderzocht was Julio C. Tello, die het in 1935 bezocht als onderdeel van zijn bredere onderzoek van het Huallaga-bekken. Hoewel hij ter plaatse geen opgravingen uitvoerde, heeft hij wel aardewerkscherven van het oppervlak verzameld. Twee jaar later, in 1937, werd de site bezocht door Donald Collier van het Field Museum of Natural History, hoewel ook hij geen uitgebreid onderzoek ondernam. 
In 1958 bezocht de Japanse archeoloog Seiichi Izumi de site, vergezeld van Julio Espejo Núñez van het Museo Nacional de Arqueología, Antropología e Historia del Perú en Luis G. Lumberas van de San Cristóbal-universiteit van Huamanga.  Na dit bezoek leidde Izumi van 1 juli tot 3 oktober 1960 een team van de Universiteit van Tokio bij een opgraving van de site. 

## La Galgada
Een ander prominent voorbeeld van een Kotosh-centrum is La Galgada, gelegen aan de oostelijke oever van de Tablachaca, de belangrijkste zijrivier van de Santa, in wat nu de provincie Pallasca van Peru is. Het is gelegen in de Andes, op een relatief lage hoogte van 1.100 meter boven zeeniveau. De archeologen die eind jaren zeventig en begin jaren tachtig op de plek opgravingen deden, besloten het monument "La Galgada" te noemen, naar de dichtstbijzijnde stad, een kolenmijnnederzetting ongeveer 2 kilometer naar het noorden, hoewel het bij de lokale bevolking bekend stond als "San Pedro".
De site werd voor het eerst rond 3000 v.Chr. bezet door landbouwgemeenschappen die, naast woningen,  kleine gebouwtjes oprichtten die vermoedelijk dienden om ceremoniële activiteiten uit te voeren.  Uit het archeologische bewijsmateriaal blijkt dat ze meer werk staken in het bouwen van de verschillende ceremoniële en begrafenismonumenten dan in huizen voor zichzelf, een benadering die gebruikelijk is in de meeste premoderne samenlevingen over de hele wereld.  Archeologisch onderzoek heeft aangetoond dat er tijdens de pre-keramische periode minstens 11 nederzettingen ontstonden in de Tablachaca-kloof, aan beide zijden van de rivier in de buurt van het moderne dorp La Galgada. Een van de leiders van de opgravingen, Terence Grieder, merkte op dat de La Galgada-site moest worden gezien als een van de belangrijkste ceremoniële en begraafplaatsen in een groter, dichtbevolkt district, dat in pre-keramische termen moest worden beschouwd als een grootstedelijk centrum. 
De meest prominente architectonische kenmerken op de ceremoniële site van la Galgada waren de Noord- en Zuid-heuvels.

### Archeologisch onderzoek
In de jaren zestig was la Galgada een druk mijnstadje geworden, en de site werd bedreigd door plunderaars op zoek naar waardevolle artefacten. De stadsgouverneur, Teodoro E. López Trelles, erkende echter het belang van de locatie vanwege de archeologische waarde en nam maatregelen om deze tegen plunderaars te beschermen. In 1969 gaf hij een rondleiding door de site aan Terence Grieder van de Universiteit van Texas in Austin, die toen betrokken was bij de opgravingen in Patash, en die voldoende geïnteresseerd was dat hij besloot om de site te onderzoeken. 
In 1976 keerden Grieder en zijn collega-archeoloog Alberto Bueno Mendoza terug naar de site, en nadat ze zich realiseerden dat de site prekeramisch was - veel ouder dan ze eerder hadden vermoed - begonnen ze geld in te zamelen voor een opgraving. Deze verliep van 1978 tot 1985.